# アルケア・B&Bホテルズ
アルケア・B&Bホテルズ (Arkéa-B&B Hotels) は、フランス国籍の自転車競技・ロードレースチーム。

## 概要
レンヌを拠点とするUCIプロフェッショナルコンチネンタルチームとして2005年に発足。2005年から2013年までのメインスポンサーは廃棄物再資源化・環境保全企業のセシェエンバイロメント。
2015年、世界選手権ロードレースU23にてケビン・ルダノワが優勝。
2017年8月、ツール・ド・フランス山岳賞のワレン・バルギルの移籍が発表された。
2019年、アンドレ・グライペルが移籍。
2020年、ジロ・デ・イタリアやブエルタ・ア・エスパーニャ総合優勝のナイロ・キンタナが移籍。
2023年、UCIワールドチームへ昇格。

## 主な実績

### 2015年
- 世界選手権U23　 優勝　ケビン・ルダノワ（ロードレース）

### 2020年
- パリ〜ニース　区間優勝　ナイロ・キンタナ（第7ステージ）

## 2020年陣容
2020年8月30日更新
| 選手名                                                        | 国籍       | 生年月日               | 前年所属チーム                                 |
| ------------------------------------------------------------- | ---------- | ---------------------- | ---------------------------------------------- |
| ウィネル・アナコナ                                            | コロンビア | 1988年8月11日（36歳）  | モビスター・チーム                             |
| ワレン・バルギル                                              | フランス   | 1991年10月28日（33歳） |                                                |
| フランク・ボナムール                                          | フランス   | 1995年6月20日（29歳）  |                                                |
| トマ・ブダ                                                    | フランス   | 1994年2月24日（31歳）  | トタル・ディレクト・エネルジー                 |
| マキシム・ブエ                                                | フランス   | 1986年11月3日（38歳）  |                                                |
| ナセル・ブアニ                                                | フランス   | 1990年7月25日（34歳）  | コフィディス・ソリュシオンクレディ             |
| ベンジャミン・デクレルク                                      | ベルギー   | 1994年2月4日（31歳）   | Sport Vlaanderen–Baloise                       |
| アントニー・ドゥラプラス                                      | フランス   | 1989年9月11日（35歳）  |                                                |
| エリー・ジェスベール                                          | フランス   | 1995年7月1日（29歳）   |                                                |
| ドナヴァン・グロンダン                                        | フランス   | 2000年9月26日（24歳）  | Vendée U                                       |
| ティボー・ゲルナレック                                        | フランス   | 1997年7月31日（27歳）  |                                                |
| ロメン・アルディ                                              | フランス   | 1988年8月24日（36歳）  |                                                |
| ブノワ・ジャリエ                                              | フランス   | 1989年2月1日（36歳）   |                                                |
| ロマン・ルルー                                                | フランス   | 1992年7月3日（32歳）   |                                                |
| Florentin Lecamus-Lambert（フランス語） (8/1から研修生として) | フランス   | 1999年5月13日（25歳）  |                                                |
| ケヴィン・ルダノワ                                            | フランス   | 1993年7月13日（31歳）  |                                                |
| マティス・ルーヴェル                                          | フランス   | 1999年7月19日（25歳）  | VC Rouen 76                                    |
| ダニエル・マクレー                                            | イギリス   | 1992年1月3日（33歳）   | EFエデュケーションファースト・プロサイクリング |
| クリストフ・ノッペ                                            | ベルギー   | 1994年11月29日（30歳） | Sport Vlaanderen–Baloise                       |
| ルーカス・オウシアン                                          | ポーランド | 1990年2月24日（35歳）  | CCCチーム                                      |
| ローラン・ピション                                            | フランス   | 1986年7月19日（38歳）  |                                                |
| ダイエル・キンタナ                                            | コロンビア | 1992年8月10日（32歳）  | ネーリソットーリ・セッレ・イタリア・KTM        |
| ナイロ・キンタナ                                              | コロンビア | 1990年2月4日（35歳）   | モビスター・チーム                             |
| アラン・リウー                                                | フランス   | 1997年4月2日（27歳）   |                                                |
| ディエゴ・ローザ                                              | イタリア   | 1989年3月27日（35歳）  | チーム・イネオス                               |
| クレモン・ルッソ                                              | フランス   | 1995年1月20日（30歳）  |                                                |
| コナー・スイフト                                              | イギリス   | 1995年10月30日（29歳） |                                                |
| フロリアン・ヴァション                                        | フランス   | 1985年1月2日（40歳）   |                                                |
| ケヴィン・ヴォークラン (8/1から研修生として)                  | フランス   | 2001年4月26日（23歳）  |                                                |
| ブラム・ウェルテン                                            | オランダ   | 1997年3月29日（27歳）  |                                                |

## 歴代陣容
| 2019年陣容                   | 2019年陣容 | 2019年陣容             | 2019年陣容                    |
| 選手名                       | 国籍       | 生年月日               | 前年所属チーム                |
| ---------------------------- | ---------- | ---------------------- | ----------------------------- |
| ワレン・バルギル             | フランス   | 1991年10月28日（33歳） |                               |
| フランク・ボナムール         | フランス   | 1995年6月20日（29歳）  |                               |
| マキシム・ブエ               | フランス   | 1986年11月3日（38歳）  |                               |
| マキシム・ダニエル           | フランス   | 1991年6月5日（33歳）   |                               |
| アントニー・ドゥラプラス     | フランス   | 1989年9月11日（35歳）  |                               |
| ブリス・フェイユ             | フランス   | 1985年7月26日（39歳）  |                               |
| エリー・ジェベール           | フランス   | 1995年7月1日（29歳）   |                               |
| アンドレ・グライペル         | ドイツ     | 1982年7月16日（42歳）  | ロット・ソウダル              |
| ティボ・ゲルナリック         | フランス   | 1997年7月31日（27歳）  |                               |
| ロマン・アルディ             | フランス   | 1988年8月24日（36歳）  |                               |
| ブノワ・ジャリエ             | フランス   | 1989年2月1日（36歳）   |                               |
| ロマン・ルルー               | フランス   | 1992年7月3日（32歳）   |                               |
| ケヴィン・ルダノワ           | フランス   | 1993年7月13日（31歳）  |                               |
| ジェレミー・メゾン           | フランス   | 1993年7月21日（31歳）  |                               |
| アマエル・モワナール         | フランス   | 1982年2月2日（43歳）   |                               |
| ローラン・ピション           | フランス   | 1986年7月19日（38歳）  |                               |
| アラン・リウ                 | フランス   | 1997年4月2日（27歳）   | Fortuneo–Oscaro(スタジエール) |
| クレモン・リュソ             | フランス   | 1995年1月20日（30歳）  |                               |
| コナー・スイフト（5/10から） | イギリス   | 1995年10月30日（29歳） | Madison Genesis               |
| フロリアン・ヴァション       | フランス   | 1985年1月2日（40歳）   |                               |
| ローベルト・ヴァーグナー     | ドイツ     | 1983年4月17日（41歳）  | チーム・ロットNL・ユンボ      |
| ブラム・ウェルテン           | オランダ   | 1997年3月29日（27歳）  |                               |

| 2017年陣容                     | 2017年陣容   | 2017年陣容            | 2017年陣容                     |
| 選手名                         | 国籍         | 生年月日              | 前年所属チーム                 |
| ------------------------------ | ------------ | --------------------- | ------------------------------ |
| フランク・ボナムール           | フランス     | 1995年6月20日（29歳） |                                |
| マキシム・ブエ                 | フランス     | 1986年11月3日（38歳） | エティックス・クイックステップ |
| エーワン・コーベル             | フランス     | 1991年4月20日（33歳） |                                |
| マキシム・ダニエル             | フランス     | 1991年6月5日（33歳）  | AG2R・ラ・モンディアル         |
| アントニー・ドゥラプラス       | フランス     | 1989年9月11日（35歳） |                                |
| ブリス・フェイユ               | フランス     | 1985年7月26日（39歳） |                                |
| アルミンド・フォンセカ         | フランス     | 1989年5月1日（35歳）  |                                |
| アーノード・ジェラルド         | フランス     | 1984年6月10日（40歳） |                                |
| エリー・ゲスベル               | フランス     | 1995年7月1日（29歳）  |                                |
| ロメイン・ハーディ             | フランス     | 1988年8月24日（36歳） | コフィディス                   |
| ブノワ・ジャリエ               | フランス     | 1989年2月1日（36歳）  |                                |
| アルノル・ジャヌソン           | フランス     | 1986年1月16日（39歳） | コフィディス                   |
| ケヴィン・ルダノワ             | フランス     | 1993年7月13日（31歳） |                                |
| ダニエル・マクレー             | イギリス     | 1992年1月3日（33歳）  |                                |
| フランシス・ムレイ             | フランス     | 1980年12月8日（44歳） |                                |
| ピエール＝リュック・ペリション | フランス     | 1987年1月4日（38歳）  |                                |
| ローラン・ピション             | フランス     | 1986年7月19日（38歳） | FDJ                            |
| エドゥアルド・セプルベダ       | アルゼンチン | 1991年6月13日（33歳） |                                |
| フロリアン・バション           | フランス     | 1985年1月2日（40歳）  |                                |
| ボリス・バリー                 | ベルギー     | 1993年6月3日（31歳）  |                                |